# Hatred
Hatred – strzelanka stworzona i wydana 1 czerwca 2015 przez studio Destructive Creations na platformę Microsoft Windows oraz Linux. Antybohater gry jest mordercą nienawidzącym ludzkości, rozpoczynającym „krucjatę ludobójstwa”. Producenci tłumaczą, że Hatred to odpowiedź na aktualne trendy w grach komputerowych, takie jak poprawność polityczna, grzeczność, jaskrawe kolory i aspiracja do miana sztuki wyższej. Trailer gry, wydany w październiku 2014, został nazwany „kontrowersyjnym” przez wielu branżowych blogerów. Gra została następnie usunięta przez Valve Corporation z serwisu Steam Greenlight z powodu dużej ilości przemocy, po czym powróciła do serwisu z osobistymi przeprosinami od Gabe’a Newella. Hatred został wybrany do dystrybucji dzięki usłudze Greenlight 29 grudnia 2014.

## Rozgrywka
W Hatred, strzelance z widokiem izometrycznym, postać gracza jest mordercą nienawidzącym ludzkości. Rozpoczyna „krucjatę ludobójstwa”, zabijając funkcjonariuszy policji i niewinnych cywili. Antybohater może wykorzystywać osoby jako ludzkie tarcze.

## Produkcja
Hatred to pierwsza gra studia Destructive Creations, której siedziba znajduje się w Gliwicach. Większość osób w firmie pracowało poprzednio w studiu The Farm 51.
Destructive Creations ogłosiło produkcję Hatred 16 października 2014 zwiastunem, który został uznany za kontrowersyjny przez dziennikarzy gier komputerowych. Producenci tłumaczą, że Hatred to odpowiedź na trendy w grach komputerowych, jak poprawność polityczna, jaskrawe barwy graficzne i aspiracja do miana sztuki wyższej. Stwierdzili też, że próbują stworzyć grę, która będzie przypominać dawne tytuły będące środkiem buntu i zawierające rozrywkę w czystej postaci. Chociaż zwiastun miał prowokować, dyrektor generalny Destructive Creations, Jarosław Zieliński nie spodziewał się tak silnej reakcji. Dodał, że według niego film nie przekroczył żadnych granic moralnych, a osoby, które się z tym nie zgadzają, mogą nie grać w tę grę. W wywiadzie dla serwisu Vice Zieliński powiedział, że muzyka w stylu dark ambient oraz projekt postaci zostały umyślnie pozbawione radości, dodając, że nie ma zamiaru niczego usprawiedliwiać. Gra używa silników Unreal Engine 4 i Nvidia PhysX. Po prośbie Epic Games, producentów silnika Unreal Engine 4, logo silnika zostało usunięte ze zwiastuna gry.
Hatred zostało wydane 1 czerwca 2015 roku na platformę Microsoft Windows. Producent zdecydował się na wydanie gry na jedną platformę ze względu na małą liczbę osób w zespole i nadzieję na dystrybucję gry poprzez Steam i GOG.com. 15 grudnia 2014 Hatred zostało umieszczone na platformie Steam Greenlight, lecz zostało szybko usunięte przez pracownika Steam, twierdzącego, że firma nie opublikuje gry. 16 grudnia 2014 gra powróciła do serwisu, a zespół został przeproszony przez Gabe’a Newella w osobistej korespondencji. Gra została najczęściej ocenianą grą w serwisie Greenlight i została wybrana do dystrybucji 29 grudnia 2014. W styczniu 2015 organizacja ESRB przyznała grze Hatred ocenę „Adults Only” (AO – tylko dla dorosłych). W praktyce oznacza to niedopuszczenie wydania gry na konsole gier wideo oraz ogranicza diametralnie sprzedaż detaliczną. Jest to trzecia gra w historii, która otrzymała tę ocenę od ESRB z powodu przemocy. Poprzednie dwa tytuły to Thrill Kill i Manhunt 2. Jeden z twórców gry zakwestionował tę ocenę mówiąc, że tak oceniane gry zazwyczaj są grami erotycznymi. Mimo tego, uznał to za „pewne osiągnięcie mieć drugą w historii grę oznaczoną tylko dla dorosłych jedynie za przemoc i przekleństwa”.
Twórcy gry zapowiedzieli, że krótko po premierze udostępnią zestaw programów do tworzenia modyfikacji gry.

## Odbiór gry

### Zwiastun
Wielu dziennikarzy gier komputerowych odpowiedziało na oświadczenie prasowe producenta i zapowiedź gry, odnosząc się często negatywnie do przedstawiania przez grę bezsensownej przemocy. Colin Campbell ze strony Polygon odpowiedział na oświadczenie ze szczerą odrazą. Zwiastun gry został opisany jako makabryczny, ekstremalnie brutalny i bardzo tandetny. David Murphy z czasopisma PC Magazine napisał, że spodziewa się gwałtownej reakcji na ten ultrabrutalny shooter, jeżeli zostanie on kiedykolwiek wydany. Porównał on tę grę do takich tytułów jak: Manhunt, Postal i Mortal Kombat (innych gier komputerowych uznawanych za kontrowersyjne ze względu na ich brutalność) i uznał, że Hatred spowoduje tyle samo kontrowersji. Zwiastun gry zwraca uwagę na prawo wolności słowa. Redaktor serwisu Polygon zauważył jednak, że żadne media nie poprosiły o cenzurę tej gry. Chociaż niektórzy komentatorzy zwracali uwagę, że gracz ma taką samą możliwość zabijania cywili, jak w seriach gier Grand Theft Auto czy Fallout, dziennikarz Forbesa stwierdził, że w wymienionych pozycjach gracz jest karany za negatywne zachowania. Hatred natomiast tego nie robił, gdyż przemoc to dosłownie cała zawartość tej gry. Mike Splechta z GameZone kwestionował czas produkcji gry i to, że może stać się następnym kozłem ofiarnym w dyskusji o przyczynach masakr w szkołach oraz innej przemocy. Ben Kuchera z Polygon napisał, że zwiastun to nieudana próba szokowania widzów i nazwał go dziecinnym ściąganiem uwagi przypominającym „kulturę szoku” z lat 90. XX wieku. W odpowiedzi Zieliński powiedział, że tak zwana taktyka szoku „zrobiła swoją robotę” i dodał, że reakcja przemysłu odzwierciedla poprawność polityczną, przeciwko której gra się buntuje. Bazując na liczbie kliknięć przycisku „lubię to” na publicznym profilu na Facebooku, firma została zapytana o przynależność jej pracowników do antyislamskiej Polskiej Ligi Obrony. Destructive Creations odpowiedziało, że nie popiera tej organizacji, ani żadnej „ideologii totalitarnej” i docenia rozgłos pomimo złośliwości.

### Po premierze
Gra spotkała się z negatywnym przyjęciem krytyków, uzyskując według agregatora Metacritic średnią z ocen wynoszącą 43/100. Redaktor serwisu GameSpot, Justin Clark, przyznał grze ocenę 3/10, krytykując nudną rozgrywkę i jej długość. Z kolei John Walker z serwisu Rock, Paper, Shotgun stwierdził, że gra zawodzi nawet jako kontrowersyjne, szokujące widowisko.